# 国慶節 (ベトナム)
国慶節（こっけいせつ、ベトナム語：Ngày Quốc Khánh / 𣈜國慶）は、ベトナムにおいて、1945年9月2日にフランス領インドシナから独立宣言を行ったことを記念して、9月2日に制定されている祝日である。この日は、ベトナム社会主義共和国の建国記念日である。

## 歴史
第二次世界大戦中、大日本帝国（日本）はベトナムを占領（仏印進駐も参照）したが、フランス共和国も現地に留まり、一定の影響を持つことを許されていた。1945年8月15日に日本が降伏すると、権力の真空状態が生じた。この機に乗じてベトミン（ベトナム独立同盟会）は、全土にわたって政府機関を接収するため、ベトナム八月革命を発動した。ベトナム皇帝バオ・ダイは1945年8月30日に退位し、阮朝（ベトナム帝国）は滅亡した。
1945年9月2日、ベトミンの指導者であるホー・チ・ミンは、ハノイのバーディン広場でベトナム民主共和国の新たな名称でベトナムが独立することを宣言し、その中でアメリカ独立宣言とフランス革命時の人間と市民の権利の宣言（人権宣言）を引用した。

## 制定
ベトナム戦争終結までのベトナム共産党政権は、統一後のベトナム政府となり、統一された祝日のリストを作成した。新たな祝日として、5月1日のメーデーや、ベトナム八月革命を記念する8月19日、国家の日の9月2日と、ホー・チ・ミンの誕生日である5月19日が含まれていた。太陰暦のテト（旧正月）や中秋は、伝統に従って引き続き祝われている。
ベトナムの祝日は2007年以降修正されたが、国慶節（9月2日）は引き続き正式な国家の祝日で銀行休日である。